# Andrej Murenc
Andrej Murenc, slovenski dramski igralec, * 30. november 1981, Ljubljana

## Življenjepis
Leta 2009 je diplomiral na Akademiji za gledališče, radio, film in televizijo. Je član igralskega ansambla Slovenskega ljudskega gledališča Celje. Zaseda tudi filmske in televizijske vloge, med slednjimi v nadaljevankah Hotel poldruga zvezdica, Ena žlahtna štorija in Mame. V seriji Srečno samski igra vlogo detektiva Denisa.
Njegova partnerica je igralka Vesna Pernarčič.

## Filmografija
- Nočno življenje (2016)
- Šanghaj (2012)
- Skriti spomini Angele vode (2009)
- Soba 408 (2009)
- Slovenka (2009)
- Rezervni deli (2003)
- Nepopisan list (2000)

## Nagrade
- 2014 – Večerova nagrada za igralske dosežke v sezoni 2012/13
- 2013 – naziv Žlahtni komedijant na Dnevih komedije za vlogo v komediji Sleparja v krilu